# Bordeaux-supérieur
Le bordeaux-supérieur est un vin français d'appellation d'origine contrôlée produit sur l'ensemble du vignoble de Bordeaux.
Si son aire d'appellation est partagée avec l'appellation bordeaux, le bordeaux-supérieur a un cahier des charges un peu plus strict, avec des vignes plus âgées, un élevage plus long, etc.

## Historique
L'appellation bordeaux-supérieur a été créée par le décret du 14 octobre 1943. Son cahier des charges a été dernièrement modifié en novembre 2008, puis successivement en octobre 2011, en septembre 2015, en juillet 2016, en novembre 2017, en juillet 2018, en avril 2019, en mars 2021, en novembre 2021, en août 2023 et en novembre 2023.

### Production et superficie
La superficie pour les bordeaux-supérieurs rouges est d'environ 9 000 hectares pour une production de 519 000 hectolitres ; pour les bordeaux-supérieurs blancs, la superficie est de 214 hectares pour une production de 2 400 hectolitres.

### Vins rouges
Les vins rouges doivent titrer au minimum 11 % vol. d'alcool. Le rendement de base est révisé tous les ans, il est aux alentours de 55 hectolitres par hectare. Depuis 1965, les vins rouges de l'appellation bordeaux ne peuvent être mis en circulation sans un certificat de qualité délivré par une commission de dégustation.
Les vins présentent un élevage, en cuves ou barriques, allant jusqu'au 15 juin de l'année suivant la récolte (environ six mois d'élevage).
Par rapport aux bordeaux, les bordeaux-supérieurs doivent normalement présenter une plus grande longévité.

### Vins blancs
Les vins blancs, pour prétendre à l'appellation bordeaux-supérieur, doivent provenir exclusivement des cépages sauvignon, sauvignon gris, sémillon, muscadelle, colombard, ugni blanc et merlot blanc, la proportion des 3 derniers ne devant pas dépasser 30 %.
Les vins blancs doivent titrer entre 12 % et 15 % vol. en alcool. Le rendement maximum à l'hectare est de 49 hectolitres. Depuis 1973, les vins doivent être soumis à une dégustation avant de pouvoir être commercialisés.